# Бичићи
Бичићи (итал. Bicici) је насељено место у саставу општине Барбан у Истарској жупанији, Хрватска. До територијалне реорганизације у Хрватској налазили су се у саставу старе општине Пула.

## Географија
Насеље Бичићи се налази између Водњана, Филипане и Барбана. Налази се ван главних путева на локалном путу Орбанићи—Шајини на брежуљкастом подручју на надморској виси од 262 метра. Становници се традионално баве пољопривредо (винова лоза) и сточарством.

## Историја
Подручје је било насељено у још у антици (налаз касноантичке камене гробнице с костурни укопом, без прилога).

## Становништво
Према последњем попису становништва из 2011. године у насељу Бичићи живело је 69 становника.
| година пописа  | 1857 | 1869 | 1880 | 1890 | 1900 | 1910 | 1921 | 1931 | 1948 | 1953 | 1961 | 1971 | 1981 | 1991 | 2001 | 2011 |
| бр. становника | 0    | 0    | 112  | 108  | 109  | 124  | 0    | 0    | 158  | 148  | 127  | 91   | 83   | 96   | 88   | 69   |

Напомена:У пописима 1857. 1869. 1921. и 1931. подаци су садржани у насељу Шајини.
.